# Stratopolonez

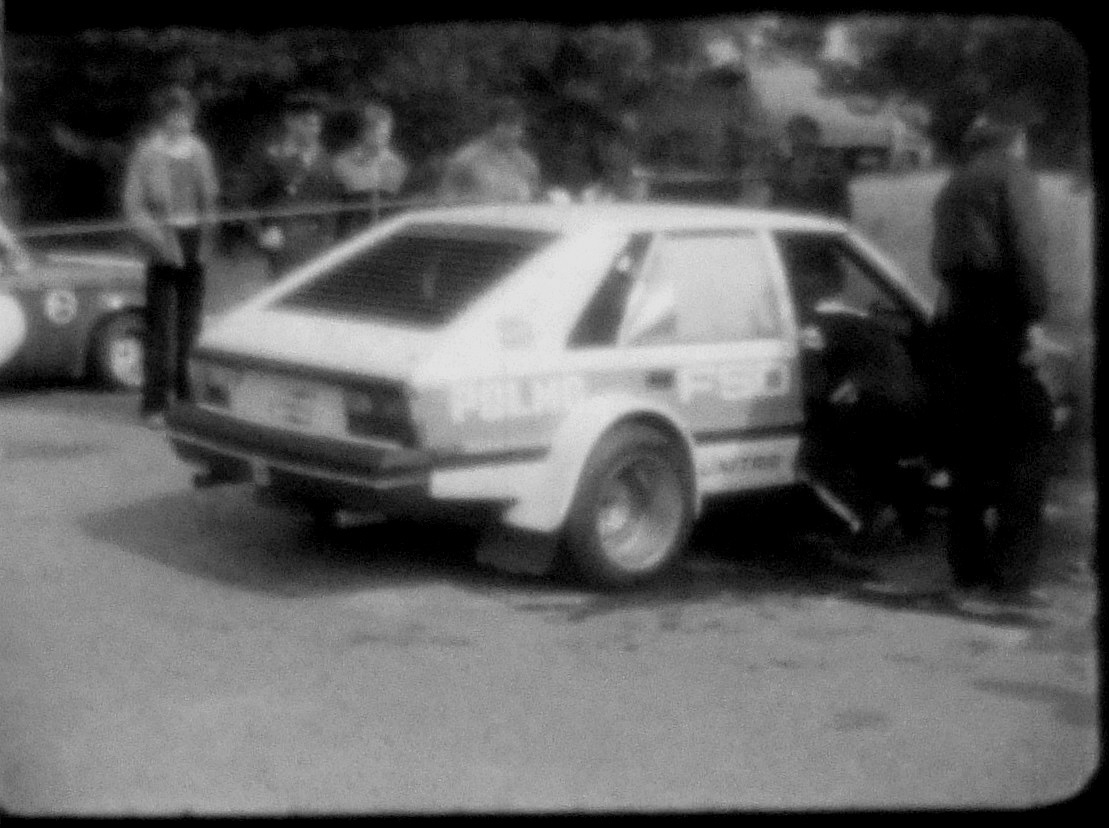
Na torze Poznań w 1979

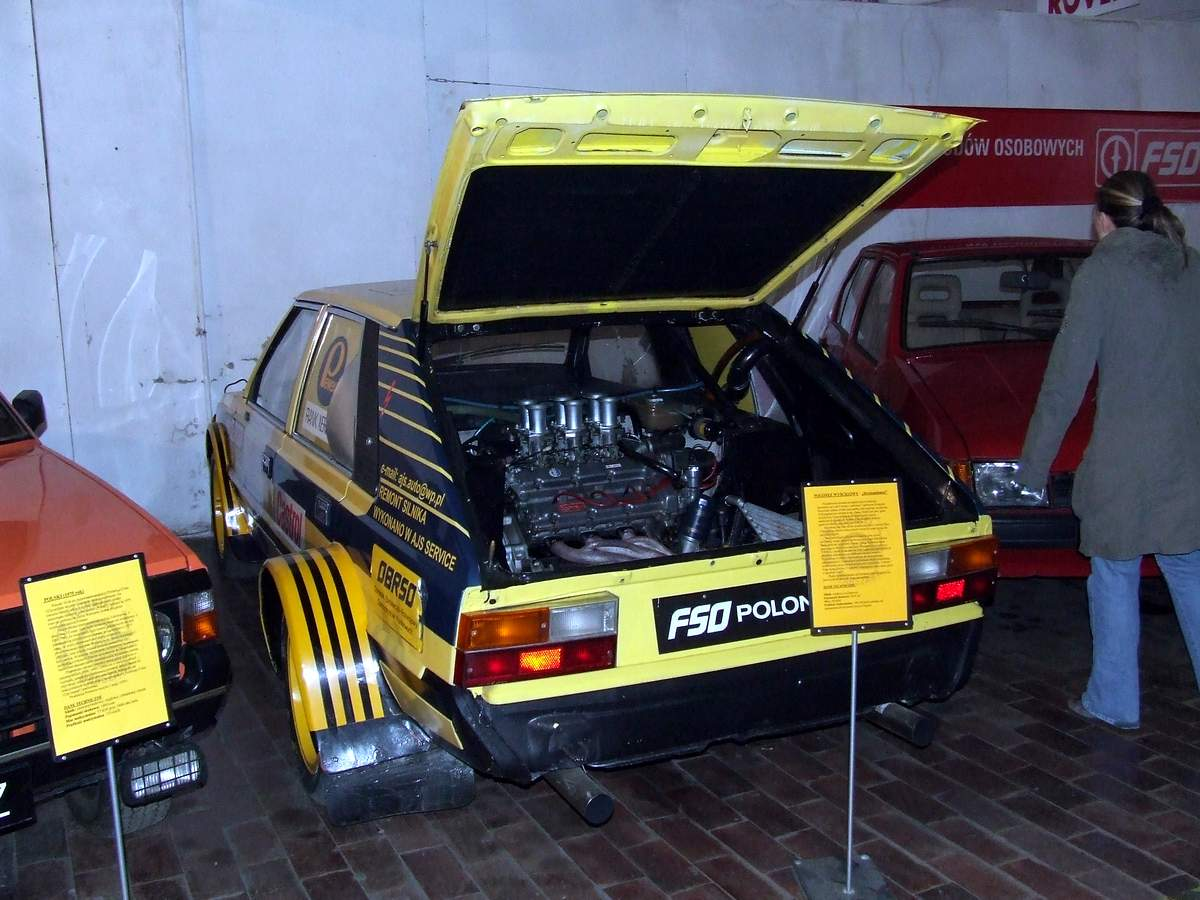
Stratopolonez – tył pojazdu, widoczny umieszczony centralnie silnik i poszerzone tylne błotniki

Stratopolonez (Polonez 2500 Racing) – polski tylnonapędowy samochód wyścigowy z umieszczonym centralnie silnikiem V6 o pojemności 2,4 l. Wyprodukowano tylko jeden egzemplarz pojazdu w 1978 roku.

## Konstrukcja
W samochodzie zainstalowano centralnie umieszczony silnik w układzie V6, o pojemności 2,4 l i mocy 240 KM (silnik napędzał Ferrari Dino, a także Lancię Stratos). Silnik ukryto pod mocno przerobionym nadwoziem Poloneza. Silnik wyposażono w podciśnieniowy układ wydechowy, co zwiększyło jego moc do 285 KM. W układzie chłodzenia wykorzystano elementy ciężarówki Star. Zawieszenie i hamulce pozostawiono bez zmian w stosunku do Lancii Stratos. Przednia maska i tylna klapa zostały wyposażone w wyloty powietrza poprawiające cyrkulację. Z boków samochodu, przed fabrycznymi wywietrznikami, w trójkątnych okienkach tylnych drzwi umieszczono wloty powietrza do komory silnika. We wnętrzu zastosowano trójramienną, sportową kierownicę i zmodyfikowaną deskę rozdzielczą.
Samochód posiada niezależne przednie zawieszenie i napęd na koła tylne. Część podłogi Poloneza usunięto, wstawiając ramy pomocnicze z Lancii. By ograniczyć problemy z trakcją, zastosowano tylne opony o szerokości 350 mm. Aby je zmieścić, znacznie poszerzono tylne błotniki.
W samochodzie nie zastosowano ani fabrycznego tylnego spojlera, ani przednich spojlerów z rajdowego Poloneza 2000 grupy B. Stosowano jedynie nieduży spojler-kierownicę powietrza zwiększającą przepływ powietrza przez chłodnicę od Stara. Podczas pierwszego uruchomienia ludzie mieszkający w pobliżu fabryki telefonowali na milicję „żeby uciszyć ten potworny hałas”. Przed debiutem wyścigowym samochód nie przeszedł żadnych testów ani nawet ustawienia geometrii. Podczas pierwszego wyścigu Stratopolonez prowadzony przez Andrzeja Jaroszewicza wykonał aż trzy niekontrolowane obroty wokół własnej osi, lecz mimo to wygrał.

## Historia samochodu
W 1977 roku na trasę Rajdu Polskiego wyruszył Andrzej Jaroszewicz, syn premiera Piotra Jaroszewicza, prowadząc Lancię Stratos. Nie ukończył jednak rajdu, rozbijając samochód na drzewie. Nadwozie nie nadawało się już do niczego, jednak z wypadku bez szwanku wyszedł silnik wraz z układem przeniesienia napędu. Elementy te trafiły do Ośrodka Badawczo-Rozwojowego FSO. W 1978 roku Dział Badań Specjalnych Ośrodka Badawczo Rozwojowego FSO w ramach programu badawczego otrzymał zadanie skonstruowania i zbudowania samochodu wyścigowego, Poloneza z silnikiem umieszczonym centralnie.
Stratopolonez startował w wyścigach do 1985 roku. Za jego kierownicą zasiadali Andrzej Jaroszewicz, Adam Polak, Maciej Stawowiak oraz Marian Bublewicz. Z inicjatywy tego ostatniego zamontowano szersze nadkola, które ostatecznie zakryły tylne koła oraz wzmocniono nadwozie w okolicach przedniej szyby. Stratopolonez konkurował z innymi prototypami sportowymi oraz wyczynowymi odmianami samochodów produkowanych seryjnie. Na najbardziej znanych zdjęciach 2500 Racing pojawia się wśród takich aut, jak Porsche 911, Renault 5 Turbo i Opel Kadett GTE.
W 1985 roku w pełni sprawny trafił do Muzeum Techniki i Przemysłu NOT, a w 2000 roku samochód przeszedł konserwację przeprowadzoną w ramach pracy dyplomowej przez uczniów warszawskiego Technikum Samochodowego. Prace zmierzające do przywrócenia pełnej świetności tego pojazdu trwały dalej i zakończyły się sukcesem. Stratopolonez trafił do warsztatu mechanika, Andrzeja Skibińskiego, który był jednym z twórców samochodu. Tam przeszedł remont silnika oraz strojenie. Prezentowany jest w Zabytkowej Hucie Żelaza w Chlewiskach.

## Osiągi
Prędkość maksymalna, w zależności od przełożeń skrzyni biegów, wahała się od 200 do 230 km/h. Od 0 do 100 km/h auto przyspieszało w mniej niż 6 s Z uwagi na ogromną moc i moment obrotowy, szybkość reakcji na pedał gazu, brak docisku aerodynamicznego, zbyt przesunięty do tyłu rozkład mas oraz początkowo, niedostateczną sztywność nadwozia, bardzo łatwo było samochód obrócić. Z tych powodów, mimo tylnych opon o ogromnej szerokości, samochód wykazywał skrajną nadsterowność.

## Dane techniczne
- Silnik: V6, DOHC
- Pojemność skokowa: 2418 cm³
- Średnica cylindra×skok tłoka:	92,5×60 mm
- Stopień sprężania: 9,5:1
- Moc maksymalna: 285 KM przy 7500 obr./min.
- Maksymalny moment obrotowy: 260 Nm przy 5000 obr./min.
- Napęd: na tylną oś
- Skrzynia biegów: manualna, o pięciu przełożeniach
- Zawieszenie: niezależne, kolumny McPhersona z regulacją skoku
- Hamulce: tarczowe ø 271 mm
- Koła: przód 9×15, tył 12×15
- Rozstaw osi: 2509 mm
- Długość / szerokość / wysokość: 4318 / 1650 / 1420
- Masa: 980 kg
- Przyspieszenie 0-100 km/h: ok. 5 s
- Prędkość maksymalna: ok. 250 km/h

Źródło